# Guilherme VIII de Montpellier

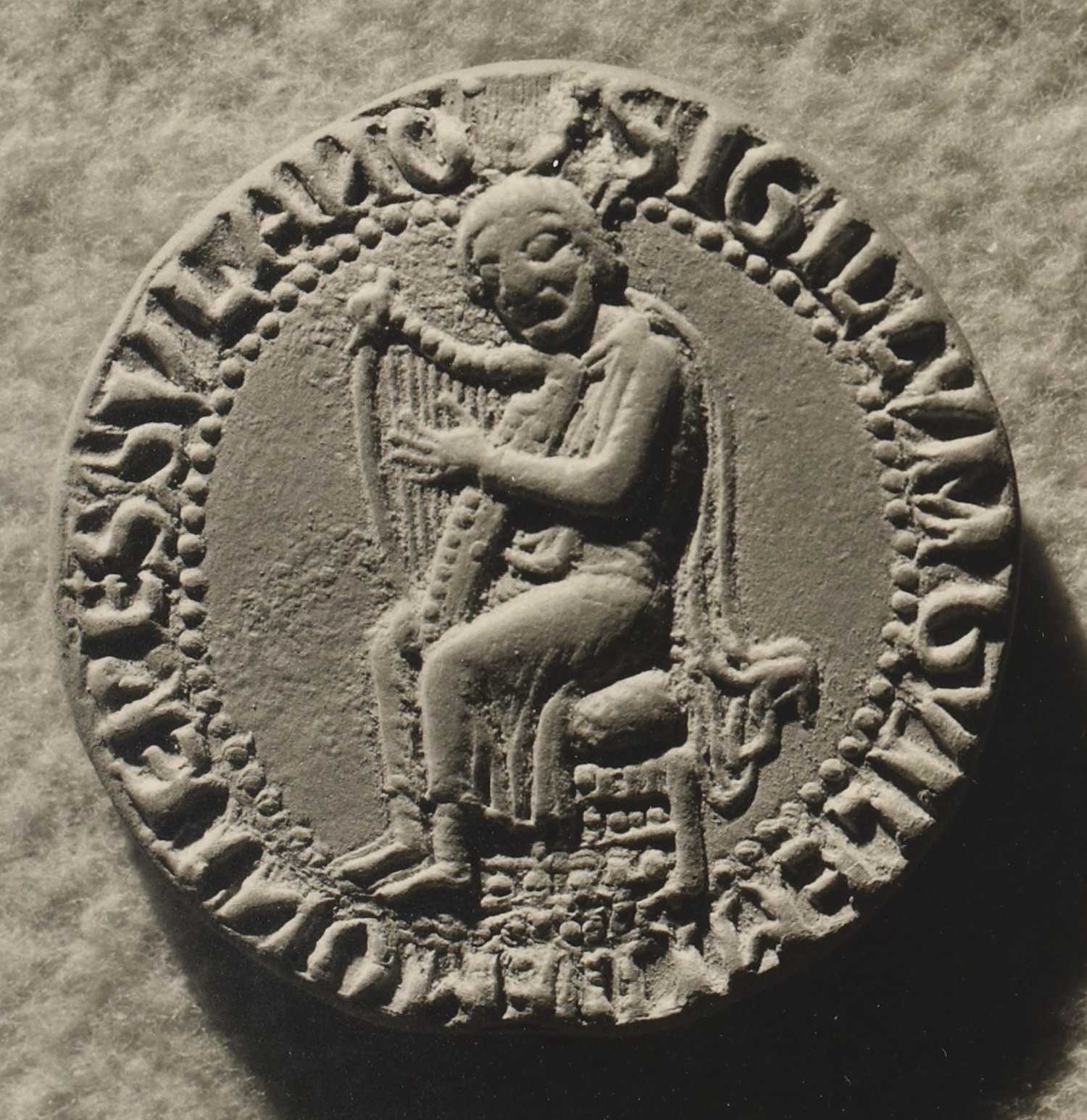
Selo de 1190, o que representa Guilherme VIII tocar harpa

Brasão de Armas da casa de Montpellier

Guilherme VIII de Montpellier (1140 — 9 de Novembro de 1202), foi senhor de Montpellier.
O seu casamento com Eudóxia Comnena, sobrinha-neta do imperador bizantino Manuel I Comneno, teve a condição de que o primogênito deste casamento, menino ou menina, teria acesso ao senhorio de Montpellier após a morte de Guilherme.
Guilherme VIII ficou conhecido por ser um patrono de trovadores, como foi o caso de Arnaut de Mareuil que chegou aos domínios Guilherme depois de fugir da comitiva de Azalais de Tolosa, e pelo menos um dos poemas de Arnaut é dirigida a ele.

## Relações familiares
Foi filho de Guilherme VII de Montpellier (? — 1172) 3º senhor de Montpellier, e de Matilde de Borgonha, filha de Hugo II, Duque da Borgonha.
Casou por duas vezes, a primeira em 1179 com Eudóxia Comnena, filha de Aleixo Comneno e de Irene Diplesinadena, com quem teve:
- Maria de Montpellier, senhora de Montpellier (1180 - Roma, 21 de Abril de 1219) casada por três vezes, a primeira com Raimundo Godofredo Barral de Marselha, a segunda com Bernardo IV de Cominges e terceira com Pedro II de Aragão, "O católico", rei de Aragão.[1]

Do segundo casamento, com uma tal Inês, teve:
- Tomás de Montpellier, senhor de Tortosa.
- Raimundo Montpellier, senhor de Tortosa.
- Bernardo I Guilherme de Montpellier, conde de Pallars e de Ribagorça casou com Juana, senhora de Entenza.
- Inês de Montpellier casada com Raimundo Roger Trencavel, visconde de Carcassona